# Fontaine d'Étuz
La fontaine d'Étuz est une fontaine située à Étuz, en France.

## Description
Le monument se compose de deux lavoirs en forme de temples périptères entourés chacun de 14 colonnes ioniques en calcaire et pierres de taille. C'est la seule représentation de ce type en Haute-Saône.

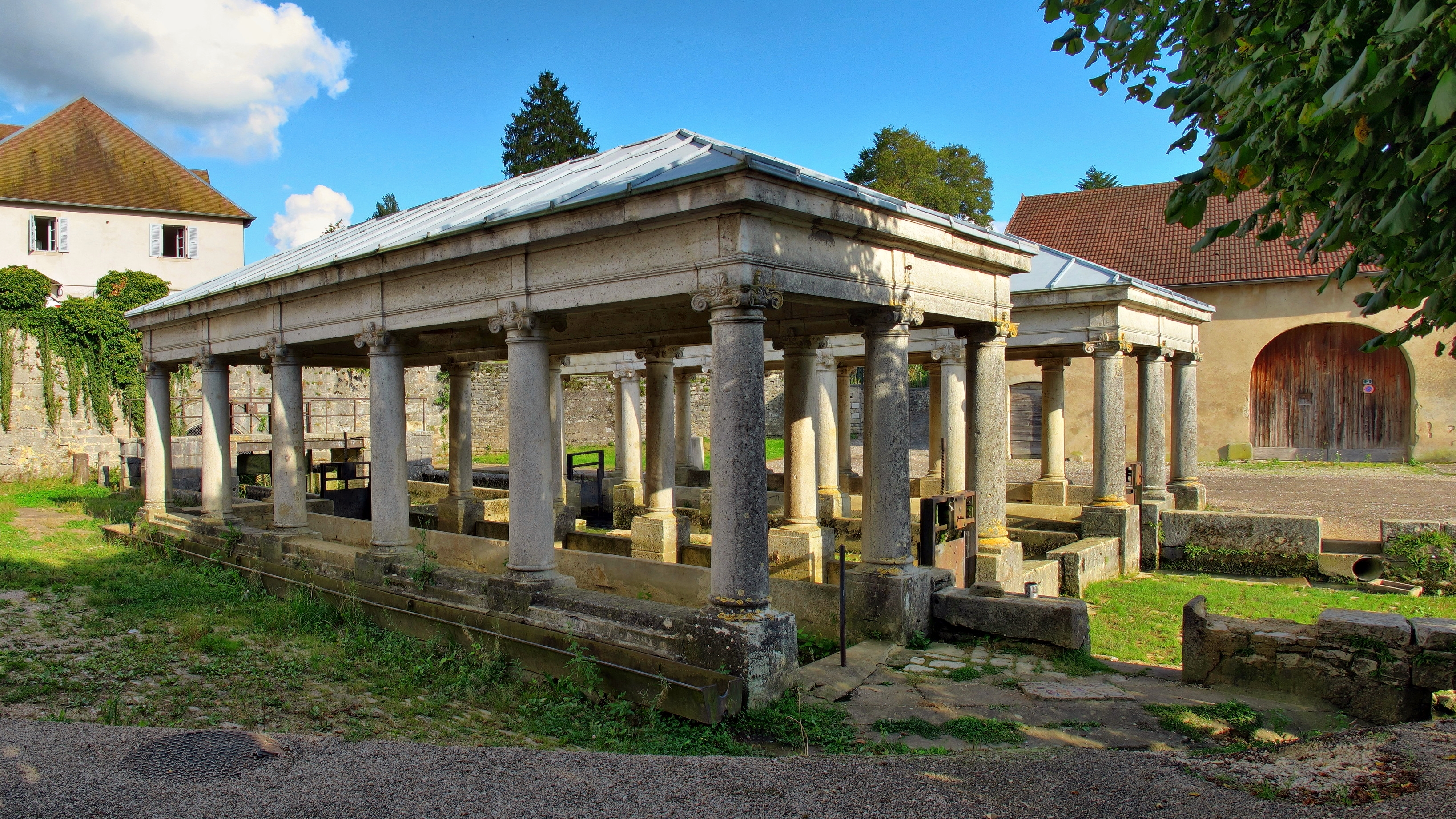
Les lavoirs de la fontaine.

## Localisation
La fontaine est située sur la commune d'Étuz, dans le département français de la Haute-Saône.

## Historique
La construction du lavoir a été réalisée en 1845 d'après les plans de l'architecte Pierre Marnotte.
L'édifice est inscrit au titre des monuments historiques en 1979.